# Crise des missiles nord-coréens de 2013
Crise des missiles nord-coréens de 2013
La crise des missiles nord-coréens de 2013, également dénommée parfois crise nord-coréenne de 2013 dans les médias, est une série de fortes tensions diplomatiques entre la Corée du Nord et la Corée du Sud, les États-Unis et le Japon qui trouve ses origines après le lancement par les Nord-Coréens du satellite Kwangmyŏngsŏng 3 numéro 2 le 12 décembre 2012 et l'essai nucléaire du 12 février 2013, largement condamnés par la communauté internationale et qui ont conduit le Conseil de sécurité des Nations unies à envisager et à prendre de nouvelles sanctions contre le gouvernement de la république populaire démocratique de Corée (RPDC) (résolutions 2087 et 2094).
Elle est marquée par une escalade de la rhétorique belliqueuse du régime de Kim Jong-un et des mesures suggérant une guerre nucléaire imminente contre les États-Unis et la Corée du Sud. Cette crise a par ailleurs eu pour effet de démarrer une nouvelle course aux armements en Asie du Nord-Est.

## Contexte

### Programme spatial nord-coréen
La Corée du Nord lance le satellite artificiel Kwangmyŏngsŏng 3 numéro 2 en orbite le 12 décembre 2012 afin de célébrer le premier anniversaire de la mort de l'ancien dirigeant Kim Jong-il et peu avant l'élection présidentielle sud-coréenne de 2012 (19 décembre). Certains pays (États-Unis, Corée du Sud et Japon) considèrent ce lancement comme un test de missile balistique et l'ont vivement condamné, amenant le conseil de sécurité des Nations unies à prendre de nouvelles sanctions contre la Corée du Nord.

### Essais nucléaires nord-coréens

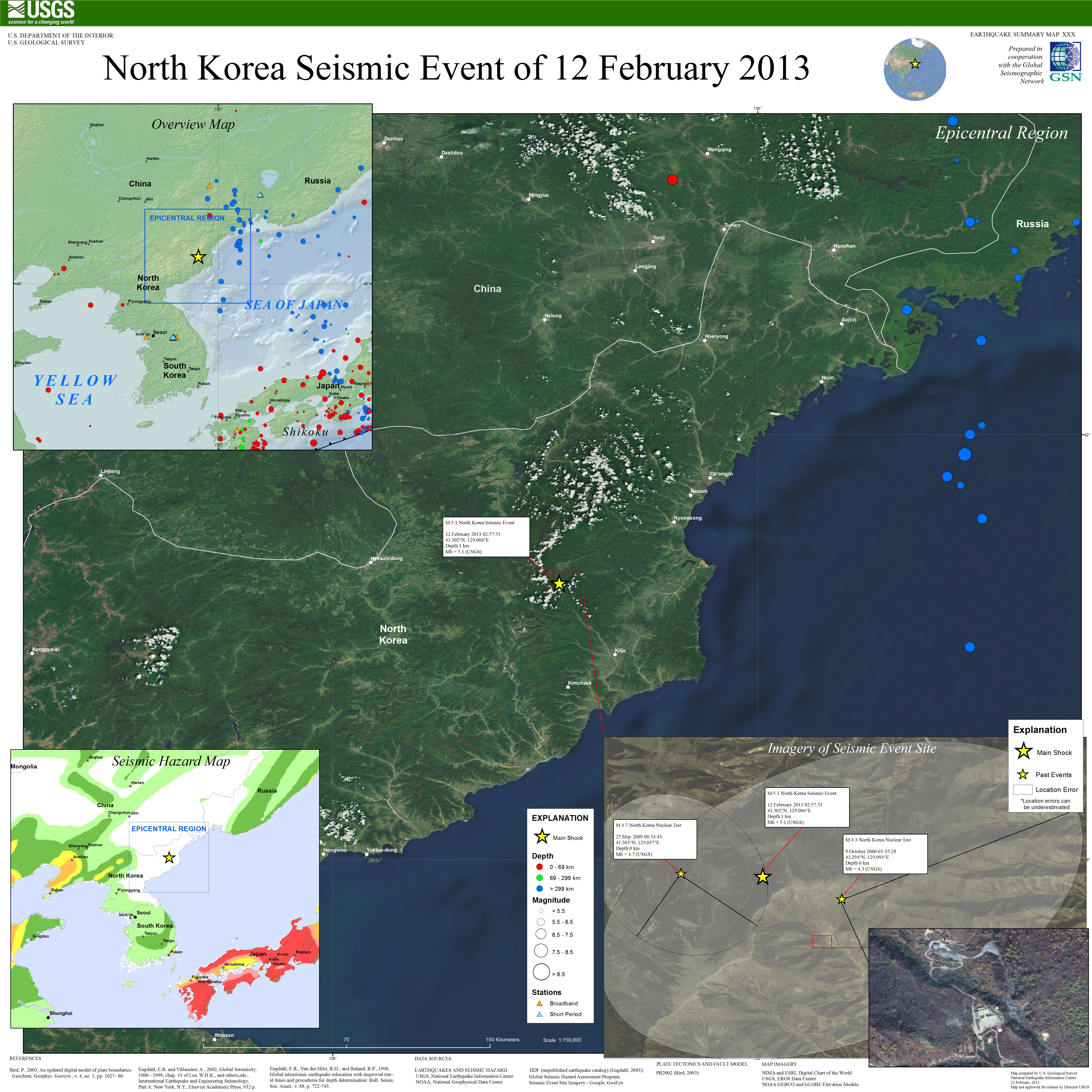
Carte sismique de l'essai nucléaire nord-coréen du 12 février 2013.

Le 24 janvier 2013, deux jours après avoir été condamnée pour le lancement d’une fusée Unha 3 le 12 décembre 2012 par le Conseil de sécurité des Nations unies, la Corée du Nord annonce qu'elle allait procéder à un nouvel essai nucléaire. À la télévision nord-coréenne, le présentateur annonce ouvertement que cet essai allait être dirigé contre leur « ennemi », les États-Unis.
L'essai souterrain, d'une puissance de 6 à 7 kilotonnes selon les services sud-coréens, a eu lieu à 2 h 57 min 49 s UTC le 12 février 2013 et a été confirmé par la Korean Central News Agency (KCNA). Selon l'United States Geological Survey (USGS), la magnitude de l'activité sismique mesurée dans la péninsule coréenne était de 5,1. Des secousses ont été par ailleurs ressenties par des résidents d'Hunchun et d'Antu dans la province de Jilin en Chine. Il s'agit du troisième essai nucléaire de la Corée du Nord en sept ans après ceux de 2006 et de 2009.

## Chronologie

### Janvier et février 2013
Le 1er janvier 2013, à l'occasion du Nouvel An, Kim Jong-un s'adresse à la télévision d'État et prononce un discours appelant à de meilleures relations avec le Sud,. Le 24 janvier, la Corée du Nord annonce en revanche cibler les États-Unis grâce à ses armes nucléaires, qualifiant ceux-ci « d'ennemi juré du peuple coréen ».
Le 12 février 2013, la Corée du Nord mène un essai nucléaire, condamné en grande partie par la communauté internationale. Trois jours plus tard, le 15 février, le régime nord-coréen informe la république populaire de Chine qu'il mènera un ou deux autres essais nucléaires supplémentaires en 2013. Les forces armées sud-coréennes sont mises immédiatement en état d'alerte tandis que le président américain Barack Obama a qualifié l'essai de « provocateur » et portant atteinte à la stabilité régionale. Il exprime dans une déclaration sa détermination à défendre les États-Unis et leurs alliés. Les États-Unis ont par ailleurs envoyé un aéronef équipé de capteurs pour savoir si du plutonium ou de l'uranium a été utilisé par les Nord-Coréens.

### Mars 2013

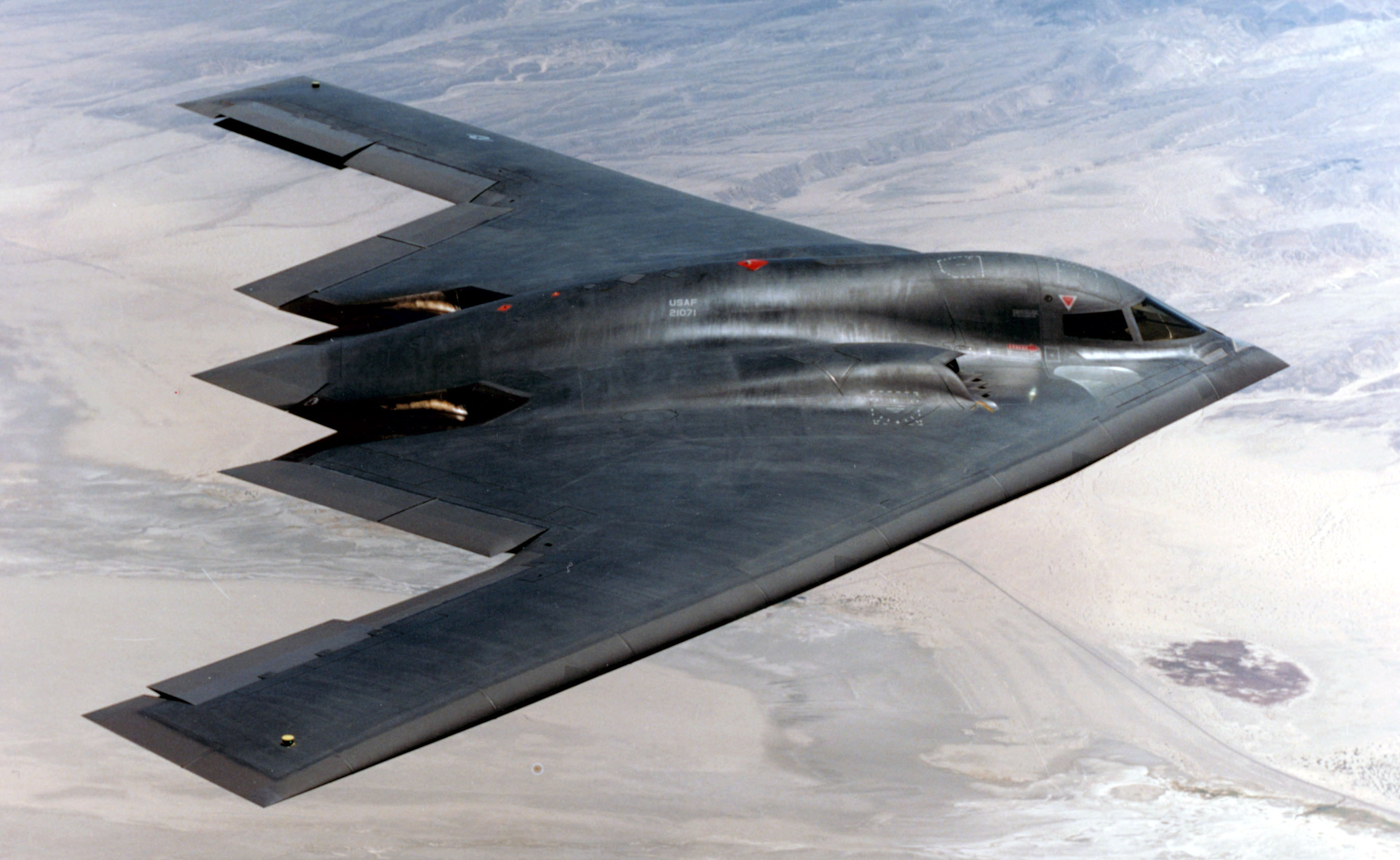
Le déploiement de Northrop B-2 Spirit par l'US Air Force le 28 mars 2013, bombardiers stratégiques furtifs capables de transporter des armes nucléaires, a conduit le régime nord-coréen à déclarer être en état de guerre contre le Sud le 31 mars.

En mars 2013 se tiennent des exercices militaires conjoints entre la Corée du Sud et les États-Unis, d'une durée théorique d'au moins un mois, jusqu'à fin avril, nom de code Foal Eagle (en hangeul : 독수리 연습), provoquant la colère du Nord. Le 5 mars 2013, la Corée du Nord menace de dénoncer l'armistice de 1953 avec la Corée du Sud.
Le 7 mars, alors que le conseil de sécurité doit se réunir pour discuter de nouvelles sanctions, la Corée du Nord menace d'une « frappe nucléaire préventive » : « Comme les États-Unis sont sur le point de déclencher une guerre nucléaire, nous exercerons notre droit à une attaque préventive contre les quartiers généraux de l'agresseur afin de protéger notre intérêt suprême. » a déclaré le porte-parole des affaires étrangères dans un communiqué diffusé par l'agence de presse officielle KCNA.
Le 8 mars 2013, la Corée du Nord annonce ne plus être liée par les protocoles de paix qui ont mis fin à la guerre de Corée et ferme tous les points d'accès avec la Corée du Sud. Les généraux nord-coréens affirment que leurs missiles à longue portée visent le continent américain (ainsi que Guam dans le Pacifique). Ces avertissements, menaces et propos guerriers se succèdent à un rythme quasiment quotidien. Toutes les communications entre Séoul et Pyongyang sont coupées,.
Le 11 mars 2013, les exercices militaires conjoints américano-sud-coréens continuent en dépit des menaces nord-coréennes.
Le 16 mars 2013, le secrétaire à la Défense des États-Unis, Chuck Hagel, annonce que fort Greely en Alaska (site de l'armée américaine dédié au lancement de missiles antibalistiques) pourrait être rouvert en cas d'attaque de l'Iran ou de la Corée du Nord après avoir planifié le déploiement de 14 Ground Based Interceptor supplémentaires sur le sol américain d'ici 2017.
Le 20 mars 2013, la Corée du Sud est victime d'une cyberattaque provenant d'adresses IP chinoises mais des experts sud-coréens estiment que les services de renseignement nord-coréens pourraient être derrière cette attaque,.
Le 10 avril, l'Agence sud-coréenne de sécurité internet (KISA) confirme après avoir analysé les codes d'accès et les codes malveillants (notamment d'un certain virus dénommé « DarkSeoul ») que le Nord est bien à l'origine de celle-ci.

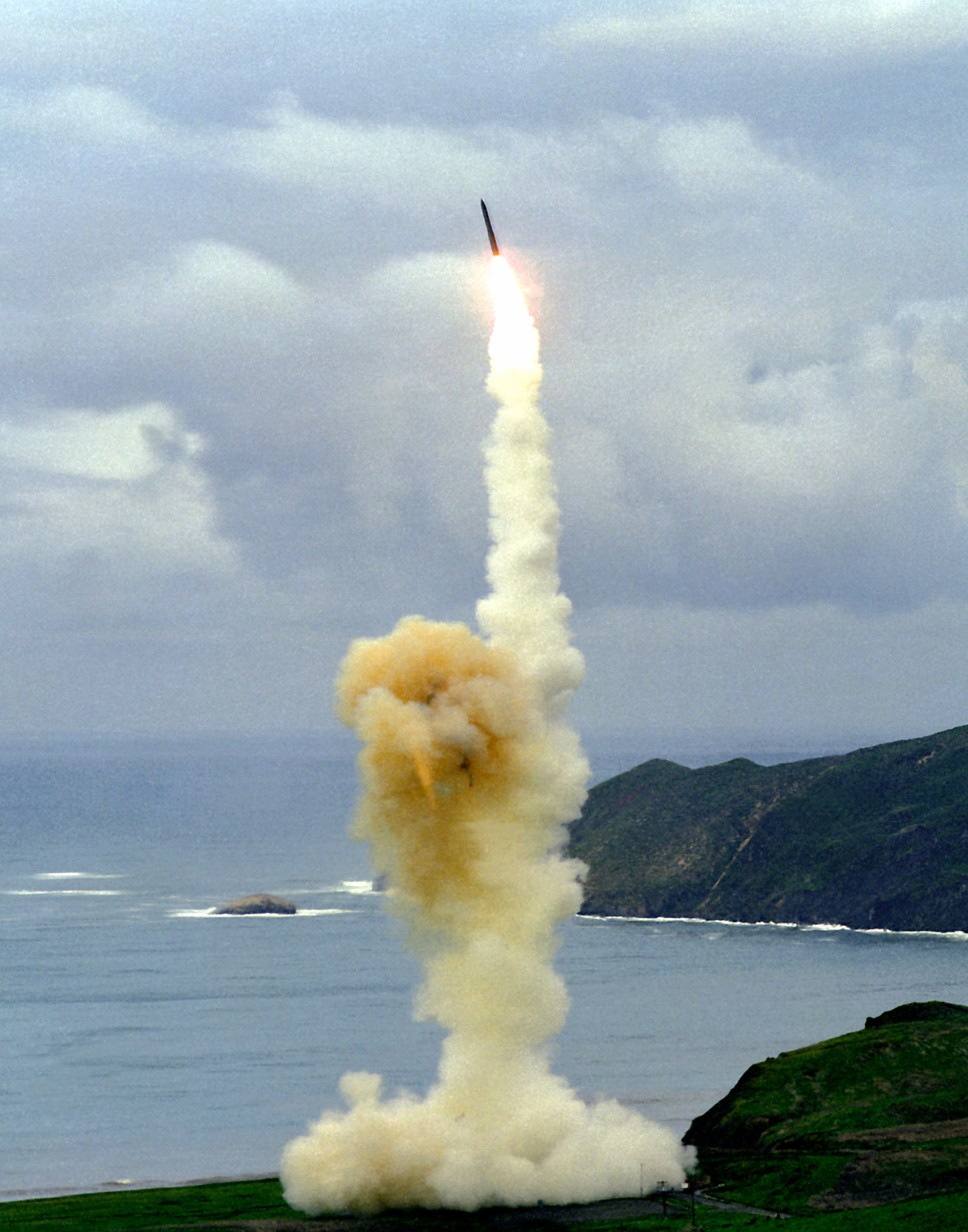
Le test d'un missile balistique américain Minuteman III fut planifié le 9 avril 2013 mais reporté en raison des tensions dans la péninsule coréenne.

Le 26 mars 2013, l'United States Air Force déploie des bombardiers Boeing B-52 Stratofortress de Guam afin de survoler le territoire sud-coréen dans le cadre des exercices militaires conjoints et ainsi assurer une présence continue en Corée du Sud. Le même jour, la force maritime d'autodéfense japonaise déploie 3 destroyers dotés de systèmes de combat Aegis selon les médias japonais. Le 28 mars 2013, deux bombardiers stratégiques furtifs Northrop B-2 Spirit américains capables de transporter des armes nucléaires décollent de Whiteman Air Force Base au Missouri pour une mission d'entrainement au tir au-dessus de la Corée du Sud avant de retourner à leur base. Le 30 mars 2013, la Corée du Nord annonce être en état de guerre avec le Sud. Le 31 mars 2013, deux chasseurs furtifs américains Lockheed Martin F-22 Raptor sont déployés à Osan Air Base depuis Kadena Air Base à Okinawa au Japon, principale base aérienne de l'US Air Force en Corée du Sud.

### Avril 2013
Le 1er avril 2013, la république populaire de Chine place des formations de l’armée populaire de libération en état d'alerte près de la frontière sino-coréenne, les forces de Taïwan déploient des batteries de missiles sol-air en cas de tir vers leur île.
Le 2 avril 2013, la Corée du Nord annonce qu'elle va relancer son complexe nucléaire de Yongbyon, fermé depuis 2007, afin de renforcer son arsenal nucléaire en « qualité et en quantité ».
Le 3 avril 2013, Pyongyang interdit l'accès au complexe de Kaesong aux ressortissants sud-coréens. Cette décision a pour effet de faire douter la communauté internationale quant aux réelles motivations de Kim Jong-un. En effet, les conséquences directes seront une réduction des entrées de fonds au Nord et donc un handicap certain pour le régime en cas de guerre, ce qui est la situation la plus probable dans un futur proche d'après le Comité de la défense nationale,. Le 8 avril, la Corée du Nord annonce qu'elle retire tous ses employés du complexe de Kaesong, provoquant sa fermeture temporaire. Le même jour, le collectif Anonymous affirme avoir dérobé 15 000 mots de passe d'utilisateur et avoir piraté Uriminzokkiri, principal site de propagande de la Corée du Nord, dans le cadre de sa cyberguerre menée contre la RPDC,.
Le 5 avril 2013, après avoir déployé un second missile sur sa côte orientale, la Corée du Nord annonce qu'elle ne sera plus en mesure de protéger les ambassades étrangères à Pyongyang à partir du 10 avril et demande au personnel diplomatique du Royaume-Uni, de Russie et de Suède de quitter le pays. Yonhap estime que l'attaque nord-coréenne pourrait avoir lieu le 15 avril pour coïncider avec la naissance de Kim Il-sung. La marine sud-coréenne déploie deux navires dotés de systèmes de combat Aegis par mesures de précaution.
Le 7 avril 2013, les États-Unis reportent un essai de missile balistique intercontinental, planifié depuis longtemps et qui devait se tenir à Vandenberg Air Force Base en Californie, à voir dans le contexte des tensions avec la RPDC, annoncé par le département de la Défense des États-Unis.
Le 9 avril 2013, les autorités nord-coréennes recommandent aux ressortissants étrangers présents en Corée du Sud de quitter le pays le plus vite possible, après avoir répété que la péninsule coréenne se dirige vers une « guerre thermonucléaire ». Par ailleurs, le même jour, le Japon déploie des systèmes de missile surface-air MIM-104 Patriot dans le centre de Tokyo et sur l'île d'Okinawa ainsi que des navires de guerre supplémentaires en mer du Japon. Le secrétaire général de l'ONU, Ban Ki-moon, met en garde que la crise pourrait bientôt devenir « incontrôlable ».

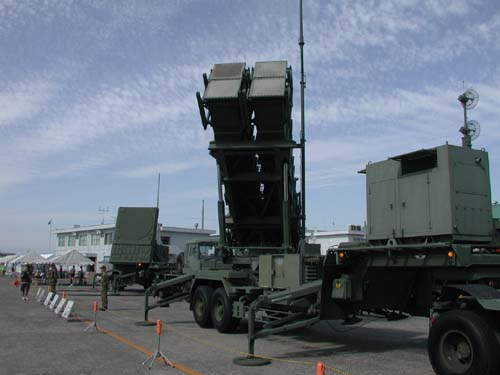
Batterie de missiles sol-air MIM-104 Patriot PAC-2 de la force aérienne d'autodéfense japonaise; Ces engins ont été déployés, entre autres, à Tokyo, lors du tir de la fusée nord-coréenne Unha le 13 février 2012 au cas-où celui-ci aurait représenté un danger pour le Japon.

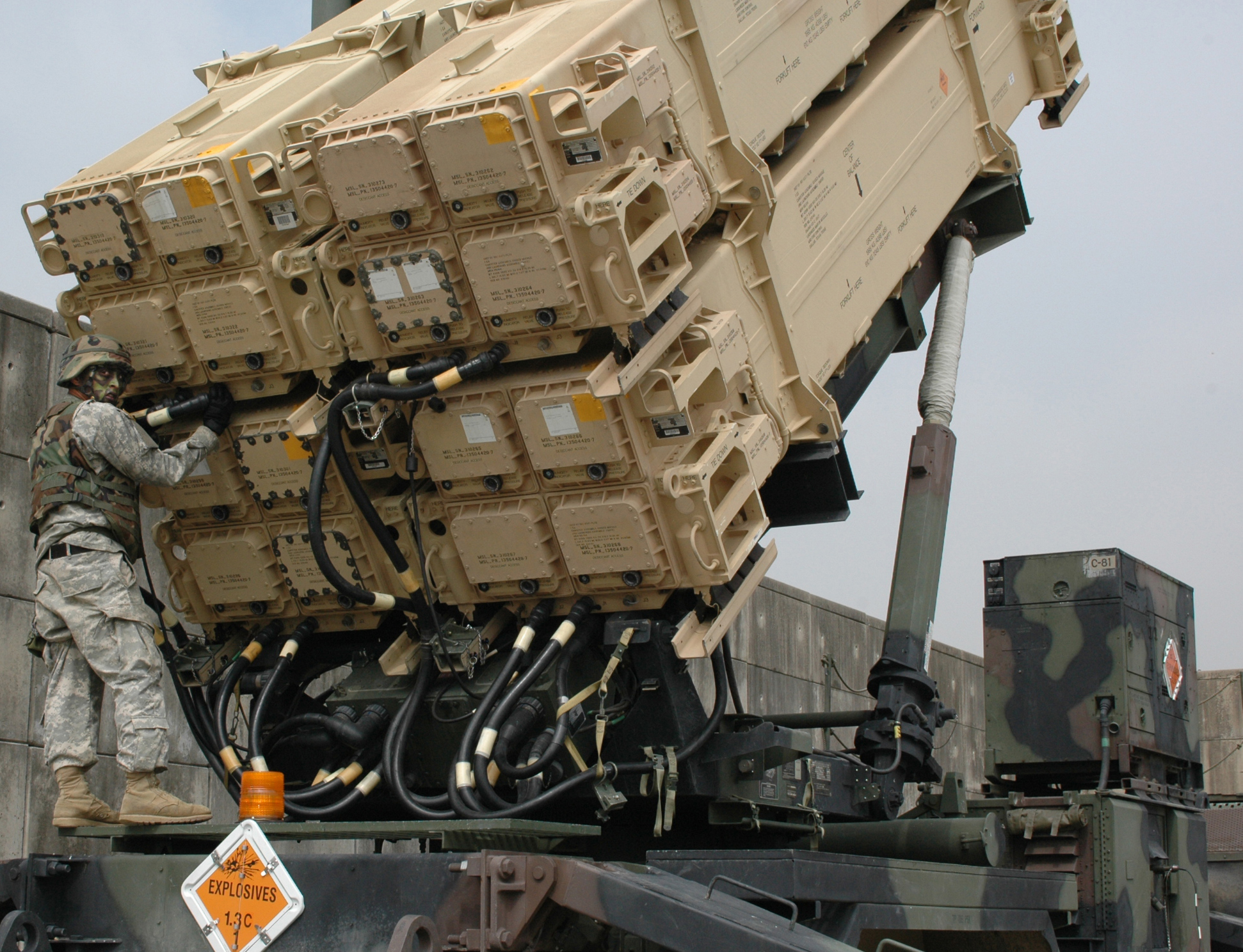
Un lanceur MIM-104 Patriot PAC-3 de la 2e division d'infanterie des États-Unis, composante terrestre des United States Forces Korea à Osan.

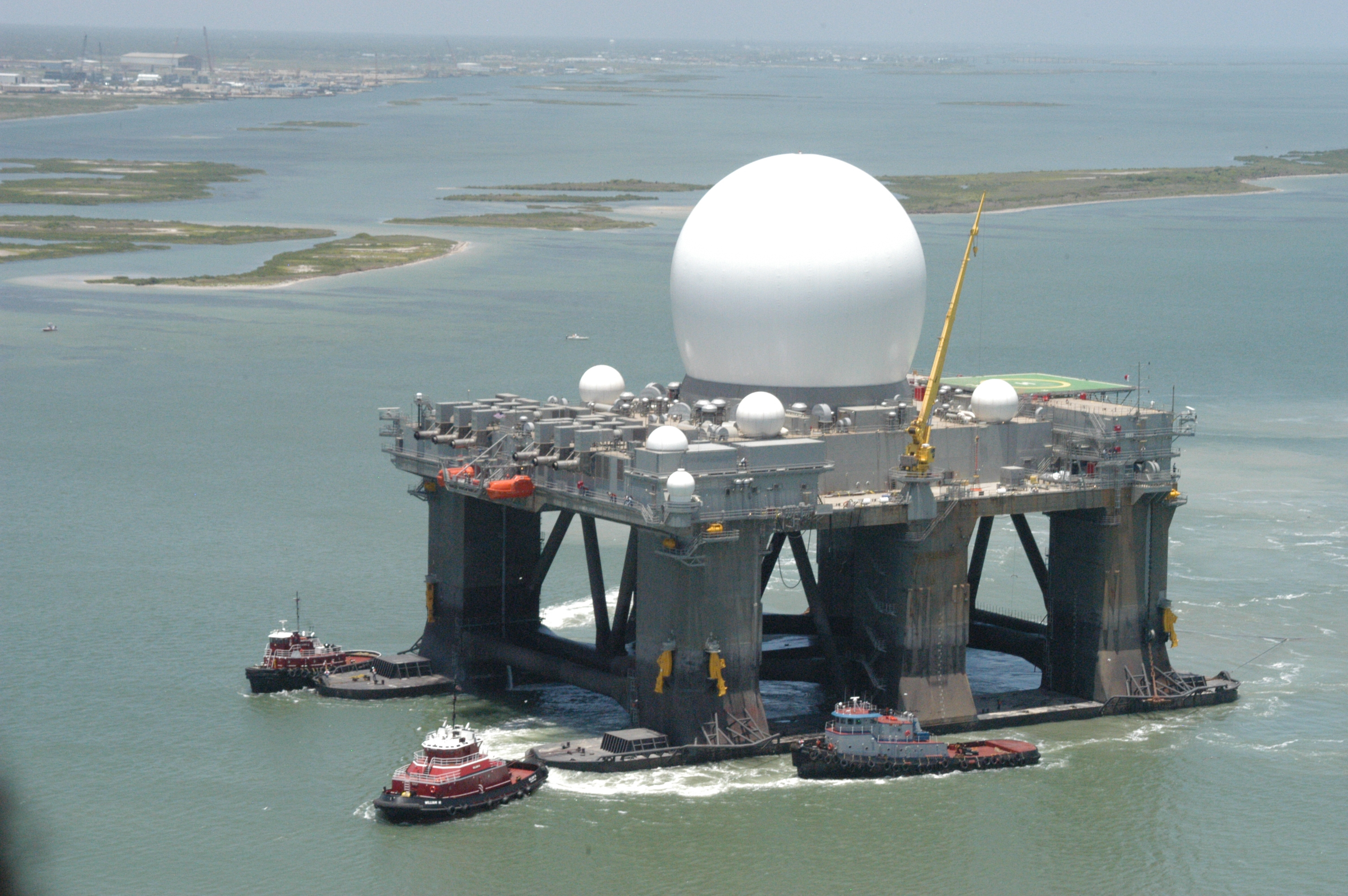
La station radar flottante américaine Sea-based X-band Radar, déployée le 11 avril 2013 afin de détecter tout tir éventuel de missile par la Corée du Nord.

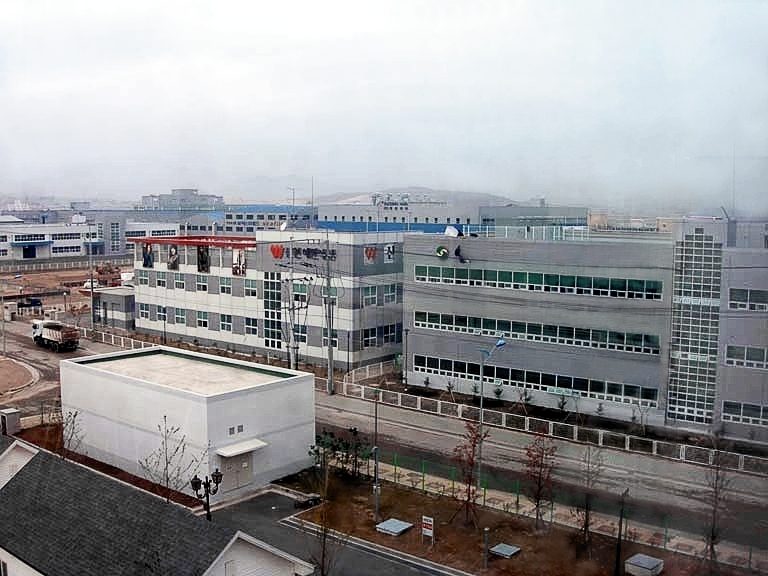
La zone industrielle de Kaesong, à environ 5 kilomètres de la zone coréenne démilitarisée (DMZ), fermée en avril 2013.

Le 10 avril, le plus important poste-frontière sino-nord-coréen entre Dandong et Sinuiju est fermé aux touristes (seuls les voyages d'affaires entre les deux pays semblent encore être autorisés). Les forces américaines et sud-coréennes passent en WATCHCON 2 (menace vitale, dernier stade avant le 1 qui est utilisé en temps de guerre) alors que la Corée du Nord a déployé au moins sept installations mobiles sur sa côte orientale avec des missiles balistiques BM25 Musudan qui pourraient être utilisés dans le cadre d'essais ou contre le Japon,. Les forces armées de la fédération de Russie ne sont quant à elles pas placées en état d'alerte, l'état-major de la région militaire Est déclarant « qu'il n'y en a nul besoin », tout en affirmant « suivre les développements dans la péninsule coréenne afin de réagir de façon adéquate ». Par ailleurs, le même jour, une fausse alerte par les autorités sur Twitter à propos d'un lancement d'un missile nord-coréen provoque la panique dans la ville japonaise de Yokohama de 3,7 millions d'habitants.
Le 11 avril, les missiles nord-coréens BM25 Musudan sont parés au lancement. Un rapport du Defense Intelligence Agency (relevant du Pentagone) estime que la Corée du Nord a terminé d'acquérir le savoir-faire technique nécessaire pour monter des armes nucléaires sur des vecteurs, en l’occurrence des missiles balistiques, tandis que le ministère sud-coréen de la Défense « doute » de la capacité de la Corée du Nord à lancer un missile balistique à tête nucléaire. La station radar flottante américaine Sea-based X-band Radar est déployée afin de détecter tout tir éventuel de missile par le Nord.
Le 12 avril, la Corée du Nord réaffirme que « la guerre pourrait commencer à tout moment », tandis que la Corée du Sud s'est dit prête à négocier avec le Nord afin de mettre fin aux tensions, proposition qui serait examinée par Pyongyang. Le même jour, les autorités nord-coréennes réitèrent leurs menaces nucléaires vis-à-vis du Japon si celui-ci tente d'intercepter l'un de leurs missiles. Les autorités japonaises déclarent alors que le déploiement des MIM-104 Patriot sur l'île d'Okinawa serait permanent. Par ailleurs, le secrétaire d'État des États-Unis, John Kerry, visite la Corée du Sud, le Japon et la Chine et déclare que les États-Unis « défendront leurs alliés de toutes leurs forces ».
Le 13 avril, aucun signe de lancement de missile de la côte orientale de la Corée du Nord n'est encore détecté alors qu'ils auraient été déplacés vers des abris afin d'éviter leur observation par des satellites espions occidentaux depuis l'Espace. La police sud-coréenne empêche le lancement de tracts et de prospectus anti-nord-coréens de l'autre côté de la zone coréenne démilitarisée (DMZ) planifié le 15 avril, date de l'anniversaire de la naissance de Kim Il-sung par des activistes, alors que le Nord met en garde que le Sud ferait face à une « situation catastrophique » si un tel événement se produisait.
La Chine s'isole de la Corée du Nord et les autorités mènent des exercices d'évacuation dans les villes frontalières en cas de raids aériens. Le gouvernement sud-coréen souhaite malgré tout ouvrir le dialogue avec le Nord et apaiser les tensions. Le 14 avril, Pyongyang rejette les propositions de discussion sur la reprise du fonctionnement de la zone industrielle de Kaesong avec Séoul, déclarant qu'il s'agit d'un « stratagème rusé »,. Le gouvernement nord-coréen crée par décret un ministère de l’Énergie atomique afin d'officiellement « augmenter la production de matières nucléaires et poursuivre le développement d'une industrie nucléaire indépendante ».
Le ministre japonais de la défense Shigeru Ishiba indique que le Japon se réserve le droit de mener une frappe préventive contre la Corée du Nord. Les États-Unis se disent par ailleurs prêts à négocier, tout en réaffirmant leur détermination à défendre leur allié japonais. Le même jour, un tir de missile est redouté, alors qu'une parade militaire en Corée du Nord est menée afin de célébrer le 101e anniversaire de la naissance de Kim Il-sung, surnommé le « Jour du Soleil » en Corée du Nord.
Le 16 avril, la Corée du Nord délivre un ultimatum à la Corée du Sud, lui demandant de « s'excuser et de cesser immédiatement toutes activités anti-nord-coréennes », en référence aux autodafés des portraits des dirigeants de la RPDC par des manifestants à Séoul et indique qu'elle pourrait mener une attaque « sans avertissement ». La Corée du Sud qualifie les déclarations du Nord de « regrettable ». Les États-Unis affirment avoir retrouvé une partie du Kwangmyŏngsŏng 3 numéro 2, ce qui pourrait leur permettre de connaître en détail l'avancement du programme balistique nord-coréen. Dans la journée, un hélicoptère Sikorsky CH-53 Sea Stallion du corps des Marines des États-Unis s'écrase par ailleurs en Corée du Sud près de la frontière avec le Nord sans faire de victimes, après avoir effectué un atterrissage d'urgence, probablement dû à un problème mécanique, alors qu'il participait aux exercices conjoints avec les forces armées sud-coréennes. La Russie se dit prête à négocier avec les États-Unis afin de régler la crise nord-coréenne. Dans la même journée la Corée du Nord annonce rejeter toute proposition américaine ou sud-coréenne concernant d'éventuelles négociations.
Le 17 avril, la Corée du Nord empêche une délégation d'hommes d'affaires sud-coréens de distribuer de la nourriture et des fournitures à 200 de leurs employés qui étaient restés dans la zone industrielle de Kaesong,. 8 000 soldats des forces taïwanaises mènent des exercices militaires afin de notamment tester un nouveau type de système de lance-roquettes multiples capable de détruire des engins de débarquement. Le Japon annonce également ne pas baisser son niveau d'alerte compte tenu des vives tensions dans la péninsule coréenne.
Le 18 avril, les autorités nord-coréennes demandent dans une déclaration la fin des sanctions de l'ONU comme condition de dialogue avec les États-Unis et se disent prêtes à accepter le processus de « dénucléarisation de la Corée » si les États-Unis retirent les armes nucléaires qu'ils ont déployées dans la région, ce que Séoul juge « absurde » et condition refusée par John Kerry.
Le 20 avril, la Corée du Nord annonce accepter une offre de dialogue avec Pékin, alors qu'elle déploie dans le même temps sur sa côte orientale deux tracteurs-érecteurs-lanceurs (TEL) de Scud supplémentaires, faisant craindre un essai balistique le 25 avril, jour de l'armée populaire de Corée marqué traditionnellement par un défilé militaire,. L'organe central du Parti du travail de Corée, Rodong Sinmun, annonce également que la RPDC « ne renoncera jamais aux armes nucléaires ».
Le même jour, l'Iran et la Corée du Nord entament des discussions quant à l'exportation de pétrole iranien, signifiant que la RPDC n'est pas encore prête à une guerre. Le secrétaire général de l'OTAN, Anders Fogh Rasmussen, indique que « la Corée du Nord sera au menu du conseil OTAN-Russie » qui se tiendra le 23 avril à Bruxelles.
Le 22 avril, la Corée du Nord demande une aide alimentaire à la Mongolie.
Le 23 avril, un groupe de pirates, du nom de Exposed, qui avait revendiqué la responsabilité d'avoir publié des renseignements financiers personnels au sujet de Michelle Obama et de nombreuses autres célébrités, menace de faire détoner 8 bombes autour de la Maison-Blanche si le président américain Barack Obama ne déclare pas la guerre à la Corée du Nord dans les prochaines 24 heures. Peu de temps après, l'armée électronique syrienne (cyberarmée syrienne) revendique avoir piraté un compte officiel Twitter de l'Associated Press et avoir posté un Tweet affirmant qu'Obama a été blessé après deux explosions qui auraient touché la Maison-Blanche,. Cette désinformation provoque une baisse de 1,0 % du marché boursier américain.
Le 25 avril, la Corée du Nord met en garde à nouveau qu'elle pourrait mener des attaques nucléaires kamikazes et indique qu'elle est prête à lancer des missiles balistiques intercontinentaux sur les États-Unis en cas de frappes préventives américaines,.
Le 26 avril, la Corée du Sud annonce retirer ses ressortissants restants de Kaesong afin de garantir leur sécurité après que le Nord a refusé toute offre de dialogue concernant le complexe,. Les autorités nord-coréennes empêchent toutefois le retour des employés sud-coréens.
Le 27 avril, les autorités nord-coréennes annoncent qu'elles vont juger un citoyen américain d'origine sud-coréenne du nom de Pae Jun-Ho (ou Kenneth Bae (en)) pour avoir « tenté de renverser la république populaire démocratique de Corée »,. Celui-ci pourrait être condamné à mort.
Le 28 avril, la Corée du Nord se préparerait à des exercices militaires de grande échelle dans la région de Nampo, impliquant de l'artillerie et l'aviation de la Force aérienne populaire de Corée.
Le 29 avril, à la fois la Russie et le Japon condamnent à nouveau la Corée du Nord, lui demandant de se conformer aux résolutions du Conseil de sécurité de l'ONU, insistant sur la « nécessité d'un règlement politique et diplomatique de la question nucléaire dans la péninsule coréenne ». Dans la même journée, il est révélé que les tirs de missiles BM25 Musudan auraient été reportés à une date ultérieure, en l’occurrence le 27 juin, date du 60e anniversaire de la fin de la guerre de Corée.
Le 30 avril, les préparatifs au tir de missiles seraient terminés selon les services de renseignement sud-coréens, alors que le Nord a déployé sur sa côte orientale sept lanceurs, dont deux Musudan, d'une portée théorique de 4 000 kilomètres. Le siège du Service national de renseignement est perquisitionné par le parquet sud-coréen, soupçonné d'interférence dans la politique, notamment de tentatives d'influer sur les résultats de l'élection présidentielle de 2012. Les exercices militaires conjoints annuels Foal Eagle entre les États-Unis et la Corée du Sud prennent fin mais les deux nations continuent cependant de surveiller de près la situation en Corée du Nord et ne baissent pas leur niveau de vigilance.

### Mai 2013
Le 1er mai, la Cour suprême nord-coréenne condamne l'Américain Kenneth Bae à 15 ans de travaux forcés,. Le lendemain, le porte-parole du département d'État des États-Unis, Patrick Ventrell, demande sa libération dans une déclaration : « Nous demandons aux autorités de la RPDC d'accorder l'amnistie à M. Bae ».
Le 2 mai, la Corée du Nord annonce que le réacteur de Yongbyon est sur le point de redémarrer dans les prochaines semaines.
Le 3 mai, un rapport du département de la Défense des États-Unis présenté au Congrès fait valoir que la Corée du Nord constitue la plus sérieuse menace pour les États-Unis, celui-ci met notamment l'accent sur les missiles balistiques intercontinentaux à longue portée Taepodong-2, capables de transporter des charges nucléaires et pouvant atteindre théoriquement le continent américain. Par ailleurs, la police sud-coréenne empêche le lancement de tracts vers le Nord, après la menace des autorités nord-coréennes de faire feu sur les régions impliquées.
Le 5 mai, la présidente sud-coréenne Park Geun-hye visite les États-Unis et rencontre Barack Obama dans l'espoir de trouver une solution à la crise. Elle doit par ailleurs rencontrer le secrétaire général de l'ONU Ban Ki-moon.
Le 6 mai, la Corée du Nord retire deux missiles BM25 Musudan de leur pas de tir sur la côte orientale du pays,.
Le 7 mai, la Bank of China arrête toute transaction avec la Corée du Nord en raison de son programme nucléaire.
Le 12 mai, on annonce que Kim Kyok-sik, ministre des armées nord-coréen en poste depuis novembre 2012 et tenant de la ligne dure, est remplacé par Jang Jong-nam.
Le 13 mai, de nouveaux exercices navals américano-sud-coréens débutent au large de la Corée du Sud, dénoncés par les autorités nord-coréennes.
Le 15 mai, la China Construction Bank, la Banque agricole de Chine ainsi que la Banque industrielle et commerciale de Chine cessent toute transaction avec le régime nord-coréen. Il s'agit de la mesure la plus ferme prise par le gouvernement chinois contre son allié nord-coréen. Par ailleurs, la Corée du Nord rejette une proposition sud-coréenne concernant des négociations sur l'avenir du site industriel de Kaesong.
Le 17 mai, selon un rapport militaire de Yonhap, la Corée du Nord disposerait de deux fois plus de lanceurs de missiles qu'estimé, 50 de moyenne portée et de 150 de courte portée, et non pas 94 comme le pensent Séoul et le Pentagone.
Le 18 mai, la Corée du Nord lance trois missiles à courte portée depuis sa côte orientale en mer du Japon, deux dans la matinée et l'autre dans l'après-midi,,.
Le 19 mai, la Corée du Nord lance un nouveau missile à courte portée depuis sa côte orientale en mer du Japon. Séoul qualifie cet acte de « grave provocation » .
Le 20 mai, la Corée du Nord lance 2 missiles supplémentaires, un dans la matinée et un dans l'après-midi, depuis sa côte orientale vers la mer du Japon.

### Juin 2013
Le 4 juin, la Corée du Nord rejette une requête de la Chine demandant l'arrêt de ses essais nucléaires.
Le 6 juin, les autorités nord-coréennes proposent des pourparlers avec le Sud concernant le sort de la zone industrielle de Kaesong, acceptés immédiatement par le gouvernement sud-coréen,.
Le 16 juin, la Corée du Nord propose aux États-Unis des négociations afin d'apaiser les tensions dans la péninsule coréenne.
Le 22 juin, le groupe d'activistes Anonymous affirme être parvenu à avoir dérobé des documents militaires nord-coréens, qui doivent être publiés le 25 juin, jour anniversaire du déclenchement de la guerre de Corée.
Le 28 juin, le Japon retire ses missiles MIM-104 Patriot qui avaient été déployés à travers le pays dans le but de contrer d'éventuels tirs de missiles balistiques nord-coréens.
Le 29 juin, la Russie demande à la Corée du Nord de reprendre les pourparlers à six.

### Juillet 2013
Le 3 juillet, les communications entre Séoul et Pyongyang sont restaurées et les autorités nord-coréennes autorisent les entrepreneurs sud-coréens à reprendre leurs activités dans la zone industrielle de Kaesong. Le 17 juillet, les deux Corée s'accusent mutuellement de la fermeture du complexe et le 18, le vice-président des États Joe Biden déclare que les États-Unis sont prêts à s'engager dans des pourparlers avec la Corée du Nord, mais seulement si elle est préparée pour de véritables négociations et s'engage à renoncer à ses ambitions nucléaires.
Le 26 juillet, lors d'une réunion avec Li Yuanchao, vice-président chinois, Kim Jong-un réaffirme son soutien à la reprise des pourparlers à six.

### Août 2013
Des délégués des deux parties signent un plan en cinq points en ce qui concerne la réouverture de la zone industrielle de Kaesong. Une date pour la reprise des opérations dans le complexe n'a pas été annoncée, mais le 10 septembre, le ministère sud-coréen de l'Unification annonce que le complexe sera rouvert le 16 septembre pour un « essai » limité.

## Après la crise
Le 8 octobre 2013, la Corée du Nord place son armée en état d'alerte et avertit les États-Unis d'un « horrible désastre ». Quelques jours plus tard, la Corée du Nord refuse de signer un pacte militaire de non-agression avec les États-Unis. Elle exhorte les États-Unis à mettre fin à leurs exercices militaires menés avec le Sud. Les experts ont déclaré par la suite que la Corée du Nord s'apprêterait à lancer des missiles de courte portée sur à partir de sa côte est.
Le 21 octobre, la Corée du Nord a mis en garde à nouveau la Corée du Sud sur la possibilité de « tir impitoyable » si cette dernière continue à développer des obus non-explosifs contenant des tracts anti-Pyongyang.
Le 12 novembre 2013, un responsable du régime nord-coréen, Kim Tae-gil menace les États-Unis, la Corée du Sud et le Japon d'une « catastrophe nucléaire » . Le 22 novembre, la Corée du Nord menace de transformer le bureau présidentiel de Corée du Sud en une « mer de feu » si elle essaie de provoquer à nouveau la RPDC. Le 17 décembre, la Corée du Nord envoie des centaines de tracts de propagande en Corée du Sud qui menacent d'anéantir la 6e brigade sud-coréenne de Marines basée sur l'île de Baengnyeong Le 24 décembre 2013, la présidente sud-coréenne Park Geun-hye décrit la situation comme « inquiétante ». Le 28 décembre, Kim Jong-un ordonne à ses soldats de devenir des « balles humaines » et des « bombes » pour le protéger, et davantage de soldats sont affectés à la frontière avec la Chine.
Le 16 février 2014, des responsables sud-coréens de la Défense affirment qu'un navire de guerre nord-coréen a franchi a plusieurs reprises les eaux territoriales sud-coréennes en violation de la ligne de limite nord durant la nuit. L'incursion a eu lieu alors que la Corée du Sud et les États-Unis se préparent à mener Key Resolve/Foal Eagle 2014. Le 2 mars 2014, la Corée du Sud affirme que le Nord a lancé deux missiles à courte portée Scud-C. Ce dernier incident survient avant l'arrivée de quatre navires de guerre américains équipés du système de combat Aegis et d'un sous-marin nucléaire américain (le USS Columbus (SSN-762)), et du navire de commandement de la VIIe flotte américaine (USS Blue Ridge (LCC-19)) dans les ports sud-coréens pour l'exercice Foal Eagle 2014,.
Le 26 mars 2014, selon Séoul, la Corée du Nord tire depuis sa côte orientale deux missiles à moyenne portée (probablement des Rodong) alors que les dirigeants américains, japonais et sud-coréens s'entretiennent afin de discuter de la menace posée par le Nord dans la région.
Le 8 juillet 2014, toujours selon Séoul, la Corée du Nord tire deux missiles à courte portée depuis sa côte occidentale. Le 13 juillet, selon le Japon, la Corée du Nord tire à nouveau deux missiles balistiques en mer de l'Est. Le lendemain, la Corée du Nord tire des dizaines d'obus d'artillerie dans la mer près de la frontière maritime contestée.

## Réactions internationales
- Allemagne : le ministre des Affaires étrangères Guido Westerwelle déclare que « le gouvernement nord-coréen devrait cesser de jouer avec le feu » et assure que le gouvernement allemand travaille avec ses partenaires afin que Pyongyang « mette fin à ses menaces et abandonne son programme nucléaire, constituant une violation des lois internationales »[réf. souhaitée].
- Australie : le ministre des Affaires étrangères Bob Carr déclare que « le gouvernement nord-coréen est une menace réelle pour la sécurité de millions d'habitants » et qu'il est nécessaire « d'imposer de nouvelles sanctions ».
- Chine : le porte-paroles du ministère des Affaires étrangères Hong Lei espère que « les parties vont travailler ensemble afin de sortir de cette situation actuellement tendue. » Le gouvernement chinois appelle par ailleurs à un retour à la table des négociations au sein des pourparlers à six[148].
- Corée du Sud : le ministère de l'Unification publie une déclaration dans laquelle il affirme que « la déclaration de la Corée du Nord n'est pas une nouvelle menace mais la continuité de ses menaces provocatrices ».
- Cuba : l'ancien dirigeant cubain Fidel Castro a appelé les deux parties à la « retenue ». Il qualifie la situation de « incroyable et absurde » et affirme qu'une « guerre ne bénéficierait à aucune des deux parties », ajoutant qu'il s'agit de l'un des « risques les plus graves depuis la crise des missiles de Cuba il y a 50 ans »[149].
- Espagne : le ministre des Affaires étrangères et de la coopération, José Manuel García-Margallo, déclare que « l'Union européenne fait pression sur la Corée du Nord afin de négocier avec tous les pays dans la région pour maintenir la sécurité et la stabilité. »
- États-Unis : Caitlin Hayden, porte-parole du Conseil de sécurité nationale a indiqué « prendre ces menaces au sérieux ».
- France : le gouvernement français a appelé la Corée du Nord « à cesser toute provocation supplémentaire » et à se conformer à « ses obligations internationales et reprendre rapidement le chemin du dialogue ».
- Philippines : le gouvernement philippin s'est dit prêt à fournir une assistance militaire à la Corée du Sud.
- Pérou : dans une déclaration du 30 mars du ministère des Affaires étrangères, le gouvernement péruvien s'est dit en faveur d'un « dialogue et une coopération entre la Corée du Nord et la Corée du Sud et la reprise des pourparlers à six concernant le problème nucléaire dans cette partie de l'Asie »[150].
- Russie : le ministère des Affaires étrangères a appelé la Corée du Nord et les États-Unis à la « retenue ». Le 8 avril, le président Vladimir Poutine s'est dit « extrêmement préoccupé par la situation qui pourrait mener à un désastre pire que celui de Tchernobyl »[151].
- Tunisie : le président tunisien Moncef Marzouki a condamné fermement les agissements de la Corée du Nord.
- Vatican : le pape François a appelé à « la paix et à la réconciliation » à l'occasion de la bénédiction urbi et orbi qui s'est tenue le dimanche de Pâques le 31 mars[152].